# Kunir (Wonodadi)
Kunir is een bestuurslaag in het regentschap Blitar van de provincie Oost-Java, Indonesië. Kunir telt 6375 inwoners (volkstelling 2010).